# احمق بیچاره بی‌نوا
«احمق بیچارهٔ بی‌نوا» (به انگلیسی: Poor Misguided Fool) ترانه‌ای از گروه بریتیش پاپ استارسِیْلِر است. این ترانه در مارس سال ۲۰۰۲ و در قالب ۵اُمین تک‌آهنگ آلبوم عشق اینجاست منتشر شد. «احمق بیچارهٔ بی‌نوا» در زمان انتشارش در بریتانیا تا ردهٔ بیست و سوم جدول پرفروش‌ترین تک‌آهنگ‌های روز، صعود کرد.